# Tyszówce
Tyszowce (pronunciación en polaco: /tɨˈʂɔft͡sɛ/; en yidis: טישעוויץ‎, romanizado: Tishevitz; en ucraniano: Тишо́вце, romanizado: Tyshóvtse) es una ciudad (desde el 1 de enero de 2000) en el condado de Tomaszów Lubelski, voivodato de Lublin, Polonia, con 359 habitantes (2004). Tyszowce se incorporó como ciudad desde 1419 hasta 1870 cuando perdió su estatuto de ciudad, para recuperarlo solo en 2000. En 1655 se formó aquí la Confederación de Tyszowce.

## Historia
La historia de Tyszowce se remonta a la Edad Media, cuando un gord probablemente existió entre los prados pantanosos del río Huczwa. Después de la Invasión mongola de Polonia, en la que la mayoría de las ciudades locales fueron incendiadas, Tyszowce emergió como un centro de comercio y administración, a expensas de la ciudad destruida de Czermno. En el siglo XV, Tyszowce tenía el estatus de ciudad ducal, con los derechos de Magdeburgo otorgados probablemente a principios del siglo XIV por Siemowit IV, duque de Mazovia. La carta fue confirmada en 1453 por el Duque de Belz, Wladyslaw  I.
En 1462, el Ducado de Belz se incorporó al Reino de Polonia y se le cambió el nombre a Voivodato de Belz. Tyszowce fue nombrada ciudad real y se creó un starostwo, que consiste en la ciudad misma y cuatro aldeas locales. En 1500, Tyszowce fue destruida en una incursión de los Tártaros de Crimea; la destrucción fue tan generalizada que durante los siguientes 10 años no se recaudaron impuestos.
En el período conocido como la Edad de Oro polaca, Tyszowce comenzó a prosperar, junto con toda la Mancomunidad de Polonia-Lituania. En algún momento a principios del siglo XVI, se construyó un castillo, que sirvió como residencia de los starosta. El castillo probablemente era de madera, estaba ubicado en las afueras de la ciudad y se menciona por primera vez en documentos de 1564. Tyszowce estaba en ese momento protegido por una muralla de tierra reforzada con madera. Estas fortificaciones fueron destruidas durante las guerras de mediados del siglo XVII.
A principios del siglo XVII, los tártaros asaltaron Tyszowce y, en 1649, la ciudad fue destruida durante el Levantamiento de Khmelnytsky. Más destrucción tuvo lugar en la década de 1650, cuando Tyszowce fue saqueada por cosacos, rusos y tártaros. El 29 de diciembre de 1655, se firmó aquí la Confederación de Tyszowce, con el propósito de expulsar a los suecos de Polonia y traer de vuelta al rey Jan Kazimierz Waza. El documento fue firmado por Hetmans Stanislaw Potocki y Stanislaw Lanckoronski, así como varios senadores, líderes militares y miembros de la nobleza.
En 1767, Tyszowce se convirtió en propiedad privada, y cinco años más tarde, siguiendo la primera partición de Polonia, la ciudad fue anexada por el Imperio de los Habsburgo, como parte de Austria Galicia. Su población estaba dividida entre 200 familias cristianas y 80 judías.
En 1803, Tyszowce se quemó en un gran incendio, y desde 1815 hasta 1916, la ciudad perteneció al Congreso de Polonia controlado por Rusia. En 1847, su población llegó a casi 3000, dividida entre católicos latinos, católicos griegos y judíos, y Tyszowce siguió siendo propiedad privada de la familia Glogowski. En 1869, las autoridades rusas despojaron a Tyszowce de su estatuto de ciudad, como venganza por el apoyo generalizado al Levantamiento de enero (el 18 de mayo de 1863, las fuerzas rebeldes tomaron la ciudad).
En 1907, Tyszowce volvió a arder y, en 1910, la población del pueblo alcanzó su máximo, 7.620 habitantes. Tyszowce sufrió durante la Primera Guerra Mundial, fue destruido y en 1921, la población se redujo a 4.420, incluidos 1.592 polacos, 177 ucranianos y 2.451 judíos. Durante la Segunda Guerra Mundial, el 60% de Tyszowce fue destruido.

## Comunidad judía
La población judía ascendía a 2.454 judíos en 1921. En octubre de 1939 el pueblo fue ocupado por los nazis. Unos 1.000 judíos huyeron a través del río Bug hacia la Unión Soviética. En 1940, se estableció un campo de trabajos forzados en Tyszowce. Durante la noche del 16 de abril de 1942, los nazis lanzaron una ejecución masiva de judíos en Tyszowce. Los judíos fueron llevados a la plaza frente a los antiguos baños públicos, donde varios cientos de judíos fueron fusilados. Los nazis arrojaron los cadáveres a una zanja. En 1942, unos 2.000 judíos en total, incluidos algunos de Checoslovaquia, fueron deportados al campo de exterminio de Bełżec. Otros 150 judíos de Tyszowce fueron deportados al campo de trabajos forzados de Zamość. |date=2013-05-09}}</ref> Según algunas fuentes, entre junio de 1942 y finales de 1943, fueron ejecutados aproximadamente 1000 judíos de Tyszowce y los pueblos de los alrededores.